# Skorvetangen
Die Skorvetangen (norwegisch für Klippenzunge) ist ein Gebirgskamm im ostantarktischen Königin-Maud-Land. Im Mühlig-Hofmann-Gebirge ragt er 3 km südöstlich des Hamarskorvene auf.
Norwegische Kartographen, die ihn auch benannten, kartierten ihn anhand von Vermessungen und Luftaufnahmen der Dritten Norwegischen Antarktisexpedition (1956–1960).